# Tylorida culta
Tylorida culta är en spindelart som först beskrevs av O. Pickard-Cambridge 1869.  Tylorida culta ingår i släktet Tylorida och familjen käkspindlar. Inga underarter finns listade i Catalogue of Life.